# Giroux
Giroux ist eine französische Gemeinde mit 121 Einwohnern (Stand: 1. Januar 2022) im Département Indre in der Region Centre-Val de Loire. Sie gehört zum Kanton Levroux im Arrondissement Issoudun. Die Einwohner werden Giraldiens genannt.

## Geografie
Die Gemeinde Giroux liegt am Flüsschen Herbon, 21 Kilometer südwestlich von Vierzon. Zu Giroux gehören neben der Hauptsiedlung auch die Weiler Pouzelas, La Caserie und Le Chézeau. Angrenzende Gemeinden sind Luçay-le-Libre im Norden, Saint-Pierre-de-Jards im Nordosten, Reuilly im Osten, Paudy im Süden sowie Vatan im Westen.

## Bevölkerungsentwicklung
| Jahr                       | 1962 | 1968 | 1975 | 1982 | 1990 | 1999 | 2010 | 2021 |
| Einwohner                  | 215  | 195  | 141  | 139  | 138  | 117  | 126  | 119  |
| Quellen: Cassini und INSEE |      |      |      |      |      |      |      |      |

## Sehenswürdigkeiten
- Kirche Saint-Martin